# Митомицин C
Митомицин С  — цитостатический препарат из группы противоопухолевых антибиотиков. По химическому строению относится к митозанам. Обладает алкилирующим механизмом действия.
Митомицин в форме порошка для инъекций включен в Перечень жизненно необходимых и важнейших лекарственных препаратов.

## Фармакологическое действие
Механизм действия связан с образованием поперечных сшивок между нитями ДНК и угнетением синтеза ДНК и в меньшей степени в высоких концентрациях — РНК и белка.

## Фармакокинетика
Не проникает через ГЭБ. Биотрансформируется преимущественно в печени. T1/2 — около 50 мин. Выводится в основном почками (около 10 % в неизмененном виде).

## Показания
Рак пищевода, рак желудка, рак поджелудочной железы, рак желчного пузыря, рак толстой кишки, рак шейки матки, рак легкого, рак предстательной железы, рак мочевого пузыря, мезотелиома.

## Режим дозирования
Устанавливают индивидуально, в зависимости от показаний и стадии заболевания, состояния системы кроветворения, схемы противоопухолевой терапии.

## Побочное действие
Со стороны системы кроветворения: тромбоцитопения, лейкопения, анемия.
Со стороны пищеварительной системы: целлюлит, стоматит, анорексия, тошнота, рвота.
Со стороны дыхательной системы: одышка, сухой кашель, инфильтраты в легких.
Со стороны мочевыделительной системы: повышение концентрации креатинина в сыворотке крови, гемолитико-уремический синдром (острая почечная недостаточность с гемолитической анемией и тромбоцитопенией), необратимое нарушение функции почек.
Дерматологические реакции: алопеция, кожная сыпь.
Прочие: повышение температуры, микроангиопатическая гемолитическая анемия.

## Противопоказания
Тромбоцитопения, коагулопатии, повышенная кровоточивость, выраженные нарушения функции почек, беременность, повышенная чувствительность к митомицину.

## Беременность и лактация
Митомицин противопоказан к применению при беременности. При необходимости применения в период лактации следует прекратить грудное вскармливание.
Женщины детородного возраста должны применять надежные методы контрацепции в течение всего периода использования митомицина.
В экспериментальных исследованиях установлено тератогенное действие митомицина.

## Особые указания
Митомицин применяют в комбинации с другими химиотерапевтическими препаратами.
Митомицин не рекомендуют применять у пациентов с ветряной оспой (в том числе недавно перенесенной или после контакта с заболевшими), с опоясывающим герпесом и другими острыми инфекционными заболеваниями.
Во время курса лечения и на протяжении 8 недель после его окончания необходимо контролировать картину периферической крови. Снижение количества тромбоцитов менее 100 000/мкл, лейкоцитов менее 4000/мкл является основанием для отмены митомицина. Возобновление введения митомицина возможно только после восстановления гематологических показателей.
Определение уровня азота мочевины и креатинина в плазме следует проводить до начала и периодически в процессе терапии. Частота проведения контроля лабораторных показателей зависит от клинического состояния больного, режима дозирования и применяемой схемы лекарственной терапии.
Сообщалось о летальных исходах, обусловленных сепсисом, развившимся в результате лейкопении. Митомицин не следует назначать больным с концентрацией креатинина в плазме более чем 1.7 мг%.
Не рекомендуют проводить вакцинацию пациентов и членов их семей.
В экспериментальных исследованиях установлено канцерогенное и мутагенное действие митомицина.

## Лекарственное взаимодействие
При одновременном применении с доксорубицином возможно усиление кардиотоксичности; с фторурацилом, тамоксифеном — возможно развитие гемолитико-уремического синдрома.
После инъекции препаратов из группы винкаалкалоидов у пациентов, получающих митомицин, возможен острый бронхоспазм, сопровождающийся острым респираторным дистресс-синдромом, цианозом, диспноэ, часто с инфарктами легких и пневмонитом.

## Способ применения
- внутривенная инъекция.
- инстилляция[1]